# Gilberto Ribeiro Gonçalves
Gilberto Ribeiro Gonçalves (Gil, n. 13 septembrie 1980, Andradina, São Paulo, Brazilia) este un fost fotbalist brazilian.
În 2003, Gil a jucat 4 de meciuri și a marcat 1 goluri pentru echipa națională a Braziliei.

## Statistici
| Brazilia | Brazilia | Brazilia |
| An       | Meciuri  | Goluri   |
| -------- | -------- | -------- |
| 2003     | 4        | 1        |
| Total    | 4        | 1        |